# Luhonono

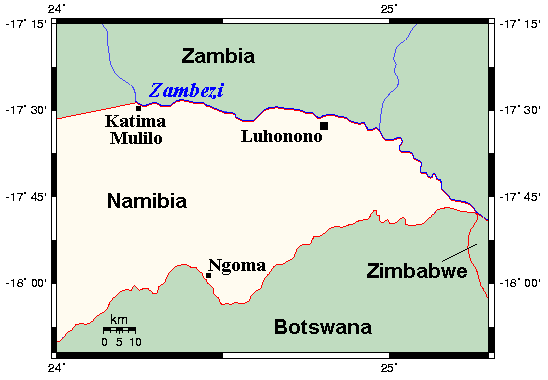
Lage von Luhonono im Nordosten der Region Sambesi

Residenturverwaltung zu Zeiten Deutsch-Südwestafrikas

Luhonono (bis 8. August 2013 Schuckmannsburg) ist eine Ansiedlung mit etwa 800 Einwohnern im Wahlkreis Kabbe-Nord, dem äußersten Osten der Verwaltungsregion Sambesi (ehemals Caprivi) in Namibia. Der Ort ist bekannt als ehemals deutsch-südwestafrikanische Residenz der Region.
Luhonono liegt etwa einen Kilometer südlich des Sambesi und etwa 65 Kilometer östlich von Katima Mulilo, dem heutigen Verwaltungssitz der Region. Seit 2018 wird eine Asphaltstraße zwischen Luhonono und Isizwe errichtet.

## Geschichte

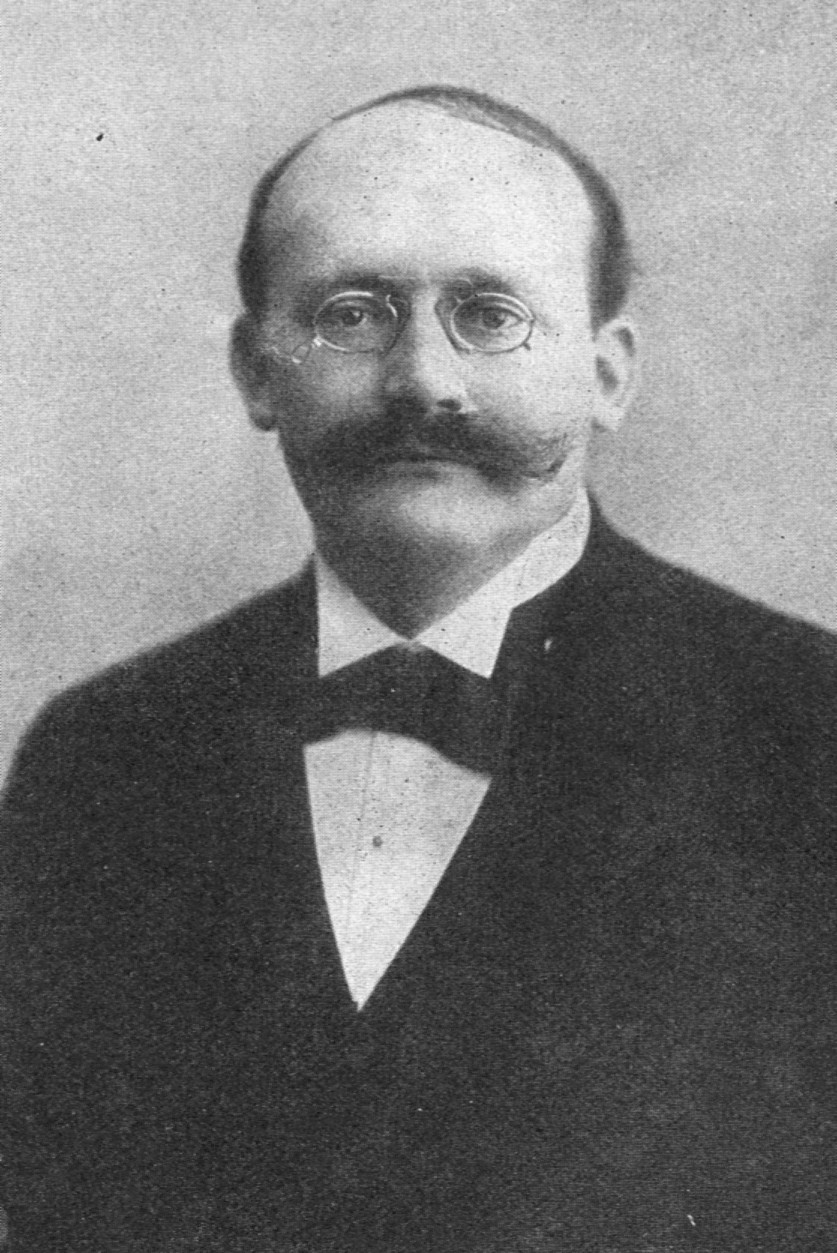
Bruno von Schuckmann

Luhonono wurde am 7. Februar 1909 von Hauptmann Kurt Streitwolf als „Kaiserliche Residentur im Caprivizipfel“ unter dem Namen Schuckmannsburg gegründet. Namensgeber war der damalige Gouverneur von Deutsch-Südwestafrika, Bruno von Schuckmann. Zweck der Gründung war es, den Caprivizipfel, der formell bereits seit 1890 zu Deutsch-Südwest gehörte, für die Kolonialverwaltung sichtbar in Besitz zu nehmen. Der Kaiserliche Resident Streitwolf, dem drei deutsche Unteroffiziere sowie einige Askaris als Hilfspolizisten zur Seite standen, ließ Gebäude errichten, kartographierte die Umgebung und konsolidierte die Verwaltung.
1911 übernahm Viktor von Frankenberg und Proschlitz, nunmehr als ziviler Distriktchef, die Residentur. 1914 übergab er Schuckmannsburg kampflos einer anrückenden Abteilung der British South African Police.
Als am 28. Januar 1935 die Verwaltung des Caprivistreifens nach Katima Mulilo verlegt wurde, wurden viele Gebäude in Schuckmannsburg abgetragen, um die Ziegel in Katima Mulilo wiederzuverwenden.
Die Ortschaft besteht heute überwiegend aus Holzhütten sowie einigen festen Gebäuden, darunter auch eine Klinik und eine Schule. Das einzige intakte bauliche Relikt aus deutscher Kolonialzeit ist ein Ziegelhäuschen mit einer Grundfläche von etwa zwölf Quadratmetern.